# La Stella dell'Araucania
La Stella dell'Araucania è un romanzo sentimentale e d'avventura, a metà strada tra il romanzo giallo e d'avventura, scritto da Emilio Salgari.

## Edizioni
- Emilio Salgari, La Stella dell'Araucania, collana Romanzi e racconti, La Medusa Editrice, 2006,  p. 264, ISBN 88-86963-16-5.